# Złotookowate
Złotookowate (Chrysopidae) – liczna w gatunki rodzina owadów z rzędu sieciarek (Neuroptera). Obejmuje ponad 1200 gatunków rozprzestrzenionych po całym świecie, z wyjątkiem Nowej Zelandii. Złotookowate dotarły nawet do wielu oddalonych od stałego lądu, izolowanych wysp. W Europie występuje ich około 60. Do fauny Polski zaliczono 31 gatunków. Występują w lasach i zadrzewieniach pochodzenia antropogenicznego.

## Cechy morfologiczne
Są to sieciarki średnich, a czasem dużych rozmiarów. Charakteryzują się smukłym ciałem delikatnej budowy, ubarwieniem zwykle zielonym oraz krótką, szeroką głową. Długie, szczeciniaste czułki są złożone z wielu członów i zaopatrzone w dobrze rozwinięty narząd Johnstona. Duże, przejrzyste skrzydła, czasami lekko zabarwione, mają gęste, zwykle zielone użyłkowanie. Ubarwienie złotooków sprawia, że są one słabo widoczne, kiedy odpoczywają wśród liści. Na głowie wielu gatunków znajdują się czarne desenie o znaczeniu taksonomicznym. Oczy – bardzo duże u postaci dorosłych – są położone po bokach głowy, mają metalicznie złocisty połysk – stąd nazwa rodziny. 
Larwy wielu złotookowatych nie zostały jeszcze rozpoznane. Są bardzo zróżnicowane, mają ciało wydłużonego kształtu, często z licznymi wyrostkami, włoskami i szczecinkami.

## Biologia

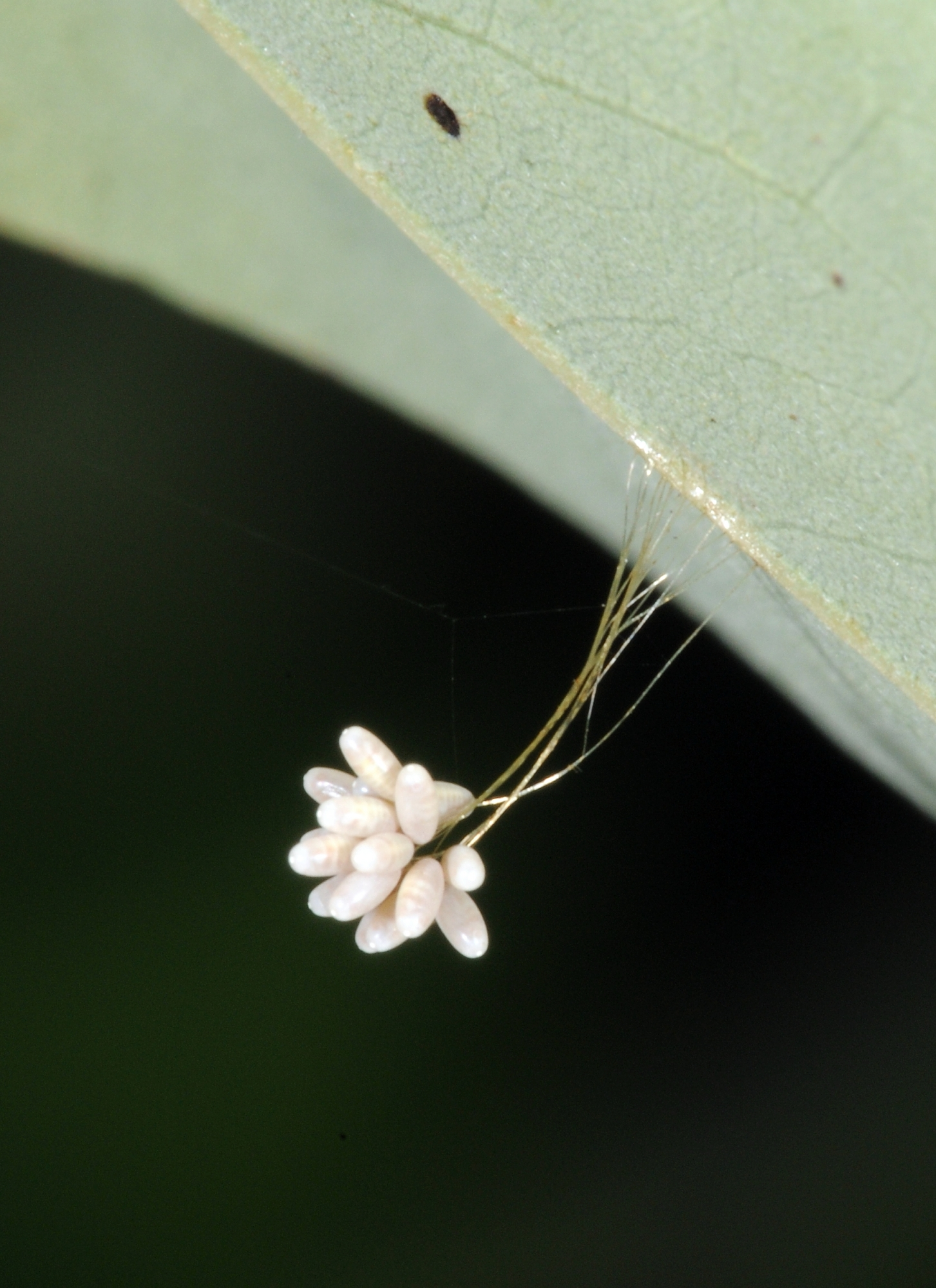
Jaja podwieszone na szypułkach pod liściem

Jaja złotooków są składane na końcach szypułek o różnej długości, pojedynczo lub w grupach, na różnych częściach roślin. 
Owady dorosłe żywią się pyłkiem i nektarem roślinnym oraz spadzią, albo są drapieżne – np. przedstawiciele rodzaju Chrysopa. 

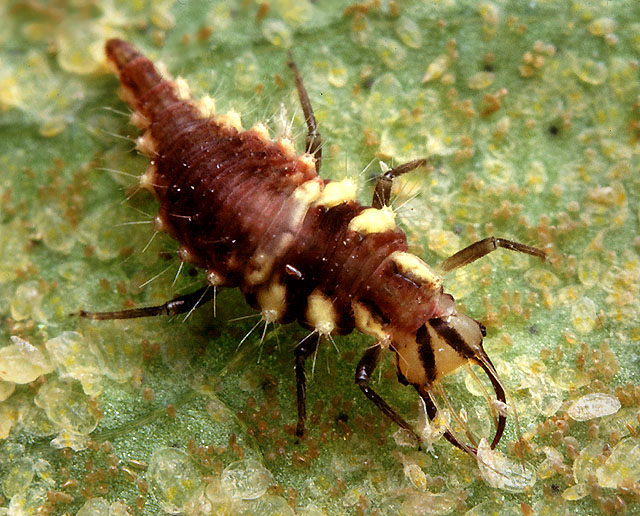
Larwa Chrysopidae

Larwy wszystkich złotookowatych są drapieżne i zwykle bardzo żarłoczne. Żerują na mszycach, roztoczach oraz innych miękkich stawonogach – ich jajach, larwach i dorosłych osobnikach. Z tego powodu są uważane za owady pożyteczne z gospodarczego punktu widzenia. Odgrywają istotną rolę w kontrolowaniu populacji szkodników upraw.
W ciągu roku może się rozwinąć od jednego do kilku pokoleń. W chłodniejszych regionach zimują stadia niedojrzałe. W postaci imago zimują jedynie Chrysoperla. 
Podrażnione imagines niektórych gatunków wydzielają nieprzyjemny zapach.

## Klasyfikacja
Rodzaje zaliczane do złotookowatych grupowane są w podrodzinach:
- Apochrysinae,
- Chrysopinae,
- Nothochrysinae.

## Literatura przedmiotu
Szczegółowy opis rodziny zawarli Canard, M., Y. Semeria i T. R. New w wydanej w 1984 roku książce pt. Biology of Chrysopidae. Wyniki badań nad filogenezą opublikowali w 2006 Winterton i De Freitas.

## Zobacz też

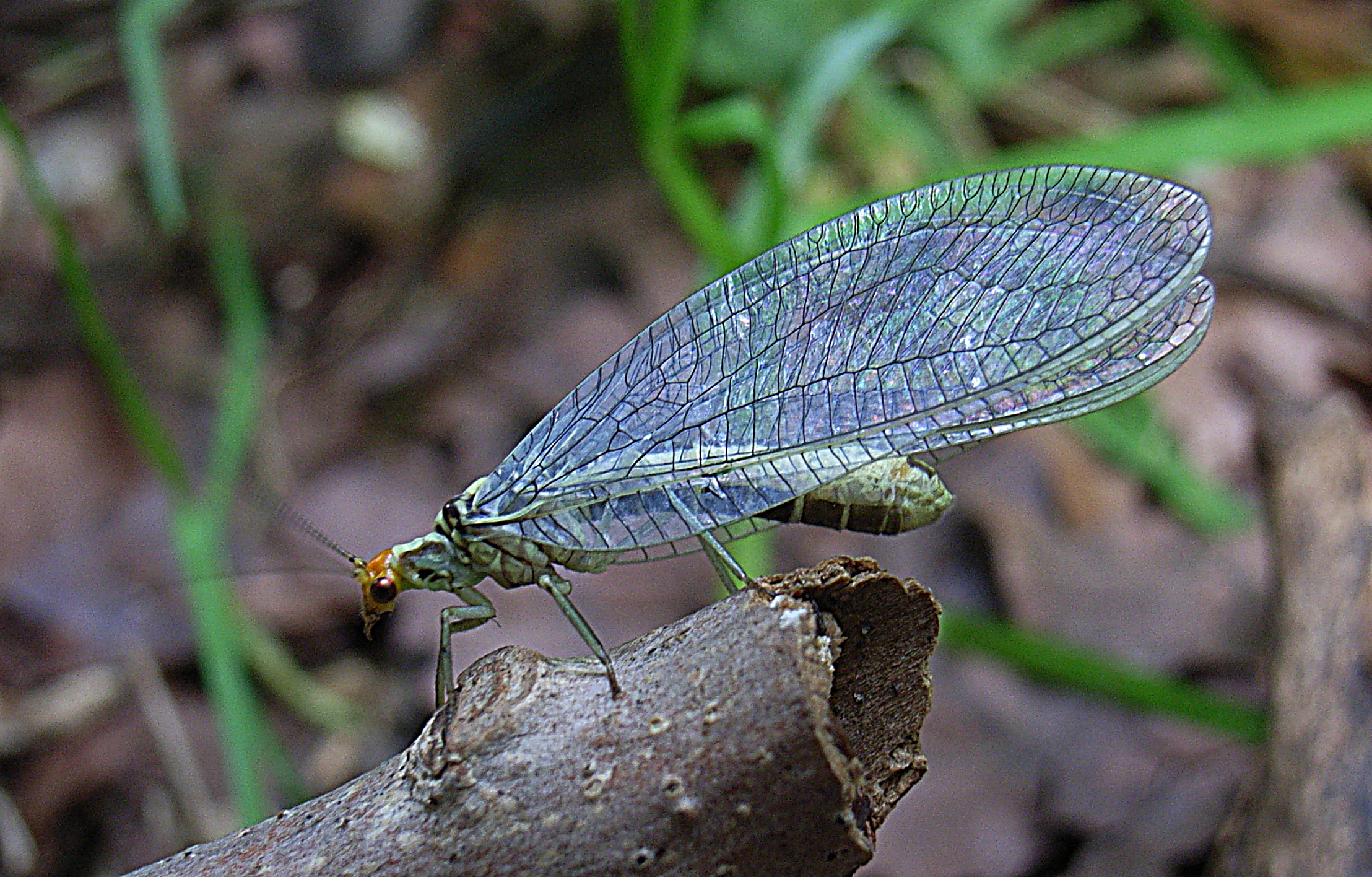
Nothochrysa fulviceps